# Phantom Blue
Pour leur premier album, voir Phantom Blue (album).
Phantom Blue est un groupe féminin américain de heavy metal, originaire de Los Angeles, en Californie. Il est formé en 1987, et séparé en 2001.

## Historique
Phantom Blue est formé en 1987 à Hollywood, Californie, par Michelle Meldrum et Nicole Couch. Couch et Meldrum étudiaient avec Paul Gilbert et Bruce Bouillet de Racer X. Michelle Meldrum jouait avec la batteuse Linda McDonald dans d'anciens projets musicaux, et ensemble, avec la chanteuse Gigi Hangach et la bassiste, Debra Armstrong, le groupe signe un contrat avec le label Shrapnel Records. Armstrong quitte le groupe avant les enregistrements, et est remplacée par Kim Nielsen-Parsons, étudiante de John Alderete, bassiste de Racer X et The Mars Volta.
Phantom Blue enregistre son premier album aux côtés du producteur Steve Fontano et leur compagnon du label Shrapnel, Marty Friedman. Couch et Meldrum ont également écrit une chanson avec Marty Freidman. Roadrunner Records, qui possédait les droits de distribution européenne, aide le groupe à tourner le clip du single Why Call it Love. À son retour aux États-Unis, Phantom Blue attire l'attention de Don Dokken qui les présente à Tom Zutaut de Geffen Records.
Après la séparation du groupe en 2001, la batteuse Linda McDonald formera le groupe The Iron Maidens (« le seul groupe féminin au monde dédié à Iron Maiden »), qui publiera son premier album éponyme à l'international. Elle jouera également de la batterie au sein des groupes Crabby Patty (I'm So Unclear!), Unholy Pink et Valley Dolls, ainsi que dans The Little Dolls, un groupe féminin dédié à Ozzy Osbourne entre 2005 et 2010.
Le 26 mai 2009, Linda McDonald, Gigi Hangach et Kim Nielsen-Parsons se réunit pour le Michelle Meldrum Memorial Concert organisé au Whisky a Go Go de Hollywood, Los Angeles, en Californie. La position de Meldrum est endossée par Tina Wood (de leur formation de 1997), et Sara Marsh et Courtney Cox de The Iron Maidens remplacent Nicole Couch,.

## Discographie

### Albums studio
- 1989 : Phantom Blue
- 1993 : Built to Perform
- 1995 : Prime Cuts and Glazed Donuts
- 1997 : Caught Live
- 1998 : Full Blown[5]

### Singles
- 1989 : Why Call it Love?
- 1993 : Time to Run
- 1994 : My Misery (promo CD)

## Membres

### Derniers membres
- Gigi Hangach - chant
- Michelle Meldrum - guitare
- Linda McDonald - batterie
- Kim Nielsen - basse
- Karen Kreutzer - guitare

### Membres successifs
Période Pre-Shrapnel (1987–1988)
- Gigi Hangach – chant
- Michelle Meldrum – guitare
- Nicole Couch – guitare
- Debra Armstrong – basse
- Linda McDonald – batterie

Période Shrapnel/Roadrunner (1988–1993)
- Gigi Hangach – chant
- Michelle Meldrum – guitare
- Nicole Couch – guitare
- Kim Nielsen-Parsons – basse
- Linda McDonald – batterie

Période Geffen (1993–1994)
- Gigi Hangach – chant
- Michelle Meldrum – guitare
- Nicole Couch - guitare
- Karen Kreutzer – guitare
- Kim Nielsen – basse
- Linda McDonald – batterie

Période Geffen (1994–1996)
- Gigi Hangach – chant
- Michelle Meldrum – guitare
- Karen Kreutzer – guitare
- Rana Ross – basse
- Linda McDonald – batterie

Réunion (2009)
- Gigi Hangach – chant
- Tina Wood - guitare
- Sara Marsh – guitare
- Courtney Cox - guitare
- Kim Nielsen-Parsons – basse
- Linda McDonald – batterie